# Marcgravia maguirei
Marcgravia maguirei är en tvåhjärtbladig växtart som beskrevs av De Roon. Marcgravia maguirei ingår i släktet Marcgravia och familjen Marcgraviaceae. Inga underarter finns listade i Catalogue of Life.